# Самси, Георгий Фёдорович
Георгий Фёдорович Самси — советский хозяйственный и политический деятель.

## Биография
Родился в 1940 году в селе Конгазчик. Член КПСС с 1979 года.
В 1954—1959 гг. — прицепщик, тракторист колхоза.
В 1959—1962 гг. — военнослужащий Советской армии.
В 1962—1970 гг. — шофер колхоза.
В 1970—2013 гг. — бригадир тракторно-полеводческой бригады объединения механизации и электрификации сельскохозяйственного производства Комратского районного совета колхозов.
Избирался депутатом Верховного Совета СССР 10-го и 11-го созывов. Делегат XXVII съезда КПСС.
Живёт в Гагаузии.

## Награды
- Орден Ленина
- Орден Трудового Красного Знамени